# Leonard Fraser
Leonard John Fraser (27 de junio de 1951 – 1 de enero de 2007) fue un asesino en serie australiano. 

## Biografía
Fraser nació en Ingham (Queensland).

## Crímenes
Fue enviado a prisión por el secuestro y el asesinato de la niña de nueve años Keyra Steinhardt en 1999. Ya había visitado la cárcel por secuestro unos años antes. Allí se le imputaron los crímenes de cuatro chicas más ya que la policía encontró "trofeos" de sus crímenes en su piso de tres de ellas. Sin embargo fue exculpado del asesinato de Natasha Ryan, ya que la misma fue encontrada sana y viviendo en el anonimato con su novio después de haber estado desaparecida durante cinco años. En 2003, fue sentenciado a tres cadenas perpetuas por los asesinatos de Beverley Leggo y Sylvia Benedetti, así como la violación de Julie Turner en el área de Rockhampton en 1998 y 1999.  En su juicio, el juez lo definió como un depredador sexual que ponía en riesgo la paz de la comunidad en la que vivía.

## Muerte
Fraser sería trasladado al Wolston Correctional Centre y después de sufrir horribles dolores, sería llevado a al Princess Alexandra Hospital en Woolloongabba, el 26 de diciembre de 2006, donde moriría de un infarto de miocardio el 1 de enero de 2007.